# 小野惠令奈
小野惠令奈（1993年11月26日—），日本女子团体AKB48前成员，經紀公司為太田製作，畢業後隸屬於经纪公司LesPros娛樂。2010年7月，宣布爲了海外留學而退出AKB48，其後於2014年7月15日退出演藝圈。

## 經歷
2002年
- 4月4日，8歲的她於日本電視台之節目「超”豪華！史上最強ものまねバトル大賞25」中，以一般招募形式演出。

2006年
- 2月26日，從AKB48第二期甄選會11,892位參加者中脫穎而出，成為19位合格者其中之一。
- 4月1日，AKB48 Team K首場在秋葉原AKB48劇場公演"TeamK 1st Stage「PARTY開始了」"中以AKB48 Team K成員的身份首次出道，當其時只有12歲。

2007年
- 4月，以女演員身份於電影（意譯：明天我的做法）中演出。
- 7月，與大島優子、前田敦子一同由office48移籍到太田製作。

2009年
- 6月24日，個人歌曲《FIRST LOVE》被收入AKB48第14張單曲中，成為AKB48單曲收錄曲中第一支獨唱歌曲。
- 6月23日－7月8日，AKB48第13張單曲選拔總選舉「向神發誓，動真格」中排第11名。

2010年
- 5月25日－6月9日，AKB48第17張單曲選拔總選舉「向母親發誓，這是真的」中排第15名。
- 7月11日，在AKB48於東京國立代代木競技場舉辦的「AKB48演唱會『沒有驚喜』」（『AKB48 コンサート「サプライズはありません」』）演唱會的第3場中，宣佈以到海外（英國）留學以學習演技及英語為由，不會參加同年9月21日舉行的AKB48第19張單曲選拔猜拳大會，並將於同年夏季從AKB48中畢業。
- 9月26日，於畢業前夕，出演在奈良縣藥師寺舉辦的「AKB48 薬師寺奉納公演2010『夢の花びらたち』」。
- 9月27日，於東京秋葉原劇場，Team K的夜場公演後，從AKB48中畢業，道別4年半在AKB48中的演藝生活，成為新體制中第1位畢業的成員，當時為16歲。
- 9月28日，其資料從所屬事務官方個人簡介所上削除，演藝活動停止。並表示預定畢業後到海外留學，在此期間雖然演藝活動停止，但考慮學好做演員後，將來會再開始演藝活動。
- 10月12日，本人在其個人網誌「キラキラぴょん吉成長日記」中報告:「往海外出發」（原文:「海外に旅立つ」）。
- 11月4日，與事務所（太田製作）的合約結束，個人部落格「キラキラぴょん吉成長日記」關閉。

2011年
- 7月27日，開啟新的個人部落「KIRA★KIRA 小野恵令奈official blog」（已關閉，2011年7月27日－10月3日），表示將重新開始演藝活動。
- 10月2日，凌晨宣布临时博客「KIRA★KIRA 小野恵令奈official blog」暂停，新的博客正在制作中的消息。
- 10月30日，宣佈加入LesPros娛樂事務所，同一天正式復出，並作為神秘嘉賓，出席其所屬事務所的女子團體9nine所舉辦的活動[3]

2012年
- 2月19日，於NICONICO（Niconico生放送）演出「えれなびげーしょん」
- 2月26日，於NICONICO（Niconico生放送）演出「ボカロ 歌ってみたスタジオ」
- 4月3日，於AKB48畢業1年9個月後，發表個人單曲《Erepyon》，此曲並被作為日本富士電視台週二晚間九點連續劇《王牌大律師》（4月17日－6月26日）的片頭曲。
- 4月15日，其個人官方網頁「小野恵令奈オフィシャルファンクラブ」定名為「えれ属」。
- 5月26日，演出日本TBS電視節目「King's Brunch」（王様のブランチ，國王的餐廳），為復出後首次亮相於螢光幕。
- 8月12日，於大阪「ウルトラパンチLIVE!!Vol.1」公演中宣佈於10月3日推出其第二張個人單曲《Erenyan》。
- 11月12日，於個人官網宣佈於12月26日推出其第三張個人單曲《Say!!いっぱい》。
- 12月30日，奪得第54屆日本唱片大獎新人獎。

2013年
- 2月1日，於官方網頁宣佈於3月6日推出其第四張個人單曲《君があの日笑っていた意味を。》。
- 2月23日，MBS電視台宣布由小野惠令奈主演之連續劇「タンクトップファイター」（TANK-TOP FIGHTER）會預定於4月上演。
- 3月11日，於日本東京「台埸・ヴィーナスフォート教会広場」舉行之第4單曲活動中宣布，其主演之電視連續劇「タンクトップファイター」之主題曲《ファイティング☆ヒーロー》會於5月29日作為其第5五張個單曲發售。
- 5月13日，日本「週刊Playboy」首先透露首張個人專輯正在製作中。於兩日後,即5月15日在其官方Twitter中正式發表其首張專輯《ERENA》將於2013年6月19日發售。
- 10月26日，於官方網頁宣佈將演出人氣作家湊佳苗原作的懸疑電影《白雪公主殺人事件》。

2014年
- 7月15日，自演藝圈引退，結束藝人的生涯[2]。

## 人物
- 喜歡插圖[4]及攝影，使用相機為Olympus PEN E-P2（2009年當時）。
- 喜歡落語，經常和家人一同到淺草觀看。
- 與9nine的川島海荷彼此為好友。
- 對工作充滿熱誠，曾在《AKB48ネ申テレビ Season1》中，對於在節目錄影後被島崎俊郎破口大罵一事（表示感謝回應道：這是受到藝能界的前輩的訓斥激勵（原文：「芸能界の先輩からの叱咤激励」）。另外，她本人於接受WANI BOOKS刊（ワニブックス）的『48現象 極限アイドルプロジェクトAKB48の真実』的訪問時被問道：「你會被比你父親年紀更大的人叫你『Erepyo~n』（小野惠令奈的暱稱）吧?事實上你不會覺得噁心嗎？」時，她有這樣回答：「對於如此形容給與我支持的人，（我）實在不能忍受」「如果沒有了愛戴者，現在是絕對不可能在這裡的」「只要有客人（支持者）的支持，即使辛苦也可以綻放笑容，充滿幹勁」。
- 畢業後，曾在咖啡店兼職。
- 2012年12月24日於Twitter提及有一個妹妹。

## AKB48相關
- AKB48在籍時自我介紹詞是「今天，明天，後天也閃閃發光能量全開」（日语：今日も、明日も、明後日もキラキラパワー全開）。
- 於AKB48時代，與Team K的大島優子一樣同並列為Team K的ACE。
- 在AKB48內以「可愛的妹系」為特色存在，受到成員與歌迷喜愛，另外，其及雙馬尾亦為其標誌。
- 跟前Team A成員的增山加彌乃感情十分好，在增山畢業後，與增田有華、藤江麗奈、宮崎美穗、渡邊麻友等彼此感情非常好。
- 和Team B的成员石田晴香长的很像，两人也都认可这一点。两人的生日也只相差6天。
- 曾在《AKBINGO!》誠實將棋遊戲中，因與渡邊麻友對戰時自稱「NICE BODY」，令人留下深刻印象。
- 於舊Team K中依年齡排列第15，因此在隊中亦有「15女」一稱謂,但曾於「神公演予定」早野薫之畢業禮中，被誤當為「14女」。
- 對於「AKB48第32張單曲選拔總選舉」容許畢業生參加之新規則。小野惠令奈於2013年3月27日於在個人Twitter中表示，因為自己已在新環境中，一個人向着夢想前進。暗示不會參加「AKB48第32張單曲選拔總選舉」。[5][6]

## AKB48相關歌曲

### 單曲選拔曲
- 想見你
- 制服真礙事
- 曾不屑一顧的愛情
- BINGO!
- 我的太陽
- 妳正在看著夕陽嗎？
- 浪漫、不需要
- 櫻花的花瓣們2008
- Baby! Baby! Baby!
- 大聲鑽石
- 10年櫻
- 驚喜之淚！
- Maybe是藉口
- RIVER
- 馬尾與髮圈
  - 馬路須加頂點Blues（日文：マジジョテッペンブルース）
- 無限重播
  - 蔬菜姊妹　- 蔬菜姊妹名義

AKB IDOLING!!! 名義
- 啾一個！

ほね組 from AKB48 名義
- ほねほねワルツ

### 專輯選拔曲
- 真實自我（自分らしさ）

### 劇場公演小組曲
TeamK 1st Stage「PARTY开始了」公演
1. 同班同學

TeamA 2nd Stage「想见你」公演（2006年5月7日等）
1. 沙灘的櫻桃

※平嶋夏海・前田敦子的代理
TeamK 2nd Stage「青春女孩」公演
1. 雨中動物園

TeamK 3rd Stage「脑内天堂」公演
1. 骨頭華爾茲

向日葵组 1st Stage「我的太阳」公演
1. 不要叫我偶像

向日葵组 2nd Stage「不要让梦想死去」公演
1. 隔壁的香蕉

TeamK 4th Stage「最终钟声鸣响」公演
1. 初戀小偷

TeamK 5th Stage「引体后空翻」公演
1. 任性的流星

THEATER G-ROSSO 「不要让梦想死去」公演
1. 隔壁的香蕉

※宮崎美穗、多田愛佳、林彩乃的後備
TeamK 6th Stage「RESET」公演（中途退出）
1. 制服的抵抗

## 獨唱歌曲
1. FIRST LOVE（作詞：秋元康、作曲：梅原晃、編曲：野中"まさ"雄一）
路易·威登製作短編動畫《SUPERFLAT FIRST LOVE》印象歌
2. えれぴょん（作詞：小野惠令奈、作曲：SmileR、日本華納音樂）
日本富士電視台電視劇《王牌大律師》片頭曲
3. キミがいれば...（作詞：LITZ、作曲：山下和彰、日本華納音樂）
收錄於單曲《えれぴょん》初回限定盤C中之歌曲
4. センチメンタルガール（作詞：小野惠令奈、作曲：SmileR、日本華納音樂）
收錄於單曲《えれぴょん》初回限定盤A，B，通常盤及LAWSON限定盤中之歌曲
5. えれにゃん（作詞：小野惠令奈、作曲：SmileR）
收錄於單曲《えれぴょん》初回限定盤A，B，C及通常盤中之歌曲
6. Say!!いっぱい（作詞：小野惠令奈、作曲：SmileR）
收錄於單曲《Say!!いっぱい》初回限定盤A，B，C及通常盤中之歌曲

## 出演

### 電影
- 未來之我製作法（2007年4月28日上映，日活）
- 傳染歌（2007年8月25日上映，松竹）
- 暮蟬鳴泣時（2008年5月10日上映） - 飾演 北條沙都子
- 三角（2010年6月26日上映，日活，大阪電視台） - 飾演 榎本桃
- 白雪公主殺人事件（2014年3月29日上映） - 飾演 滿島榮美

### 電視劇
- 貓街（2008年，NHK綜合、NHK-BShi）
- 土曜プレミアム 裁判員制度スペシャルドラマ「サマヨイザクラ」（裁判員制度特別電視劇 彷徨之櫻)（2009年5月30日，富士電視台） - 飾演 堂島未來
- 馬路須加學園（2010年1月8日－3月26日，東京電視台） - 飾演 エレナ
- リーガル・ハイ（王牌大律師）最終話（2012年6月26日、富士電視台） - 飾演 女服務生
- タンクトップファイター（背心戰士）（2013年4月、MBS電視台） - 飾演 西木果衣 ※主演
- 隠蔽捜査（2014年，TBS電視台）- 飾演 一日署長

### 綜藝節目
- からだであそぼ（2006年11月20日－，NHK教育）以「ほね組 from AKB48」名義演出「ほねほねワルツ」
- AKB1時59分!（2008年1月24日－3月27日，日本電視台）
- AKB0時59分!（2008年4月7日－9月29日，日本電視台）
- AKB48神TV（2008年7月27日、9月28日，家庭劇場（日语：ファミリー劇場））
- AKBINGO!（2008年10月1日－2010年10月，不定期演出，日本電視台）
- mashup!音王MUSIO（2008年11月2日，仙台放送）
- やぐちひとり(C)（2009年4月21日，朝日電視台）
- AKB48神TV Season2（2009年7月10日、17日，家庭劇場）
- 周刊AKB（2009年9月11日－2010年6月25日，不定期演出，東京電視台系列）
- AKB48神TV Season3（2009年10月9日－11月13日，家庭劇場）
- 原來如此！高校（2010年5月30日，日本電視台）
- King's Brunch（2012年5月26日，TBS）
- めざましテレビ（2012年6月11日，富士電視台）
- 1番ソングSHOW（2012年7月18日，日本電視台）
- 今夜くらべてみました（2012年7月31日，日本電視台）
- 24時間テレビ「しゃべくり007」（2012年8月26日，日本電視台）
- PON!（2012年12月20日，日本電視台)
- 第54屆日本唱片大獎（2012年12月30日，TBS)
- 音ボケPOPS（2013年4月14日，BS-TBS）
- ちちんぷいぷい（2013年4月19日，MBS）
- せやねん（2013年4月20日，MBS）
- パテナの神様!（2013年5月1日，MBS）
- 解禁!暴露ナイト（2013年5月11日，東京電視台)
- 着信御礼!ケータイ大喜利（2013年5月11日，NHK）
- King's Brunch（2012年5月1日，TBS)
- エンパレ（2013年5月12日，MBS，TBS）
- 全力坂（2013年6月5日、10日，朝日電視台）
- 七人のコント侍（2013年9月6日、13日、20日，BS NHK）
- 超人氣法律諮詢事務所（2014年3月23日，日本電視台）

### 音樂節目
- 音楽戦士 MUSIC FIGHTER（2007年7月20日、11月2日、2008年10月24日、2009年3月6日，日本電視台）（AKB48 名义）
- 第58回NHK紅白歌合戰（2007年12月31日，NHK綜合、NHK-BShi） （AKB48 名义）
- MUSIC JAPAN（2007年7月27日、11月2日、2008年10月24日、2009年3月5日，NHK綜合）（AKB48 名义）
- MUSIC STATION（2009年3月6日，朝日電視台）（AKB48 名义）
- LIVE B♪（日文：ライブB♪）（2012年5月29日）（TBS）[7]。
- 開運音楽堂（2012年6月9日，TBS）
- HEY!HEY!HEY!MUSIC CHAMP（2012年6月11日，富士電視台）
- musicる TV（2012年6月11日，朝日電視台）
- MUSIC JAPANリクエスト（2012年6月14日，Music Japan TV）
- MUSIC JAPAN（2012年6月24日，NHK綜合）
- Happy Music（2012年10月5日，日本電視台）
- MUSIC JAPAN（2013年3月10日，NHK綜合）
- COOK音楽（2013年5月31日，MBS)
- 魁！音楽番付～EIGHT～（2013年5月29日，富士電視台)
- 開運音楽堂（2013年6月1日，TBS)

### 電台
- カウントダウン・ジャパン（2006年9月30日，TOKYO FM）
- AKB48 明日までもうちょっと。（2007年10月8日、22日、12月10日、2008年1月14日、2月18日、4月14日、5月26日、6月30日、7月21日、9月15日、11月17日、12月15日、2009年1月12日、2月23日・3月9日、5月4日，文化放送）
- 1ami9（2012年8月25日，ラジオ日本）
- wktkラヂオ学園（2013年1月19日，NHK廣播第1頻率）
- 小野恵令奈 ふぉん・で・りんく（2013年4月3日－2014年3月26日，文化放送）
- ミュージック・サプリ（2012年6月1日，秋田放送）
- 佐武宇綺の宇宙を綺麗にするラジオ（2012年6月25日，ラジオ日本）

### 網絡
- 「えれなびげーしょん」（2012年2月19日－現在，Niconico生放送）
- 「ボカロ 歌ってみたスタジオ」（2012年2月26日－5月13日，Niconico生放送）
- 「西川貴教のエイノミ」（2012年6月7日，Niconico生放送）
- 「木曜ニコラジ」（2012年8月23日，Niconico生放送）
- 「えれつべ」1-15（2013年3月21日－6月28日，YouTube）

### 廣告
- トライ式高等學院「大阪城ホール篇」「テレビ収録篇」「ライブ終了後篇」（2010年2月24日－10月） - 背景音樂：真實自我（自分らしさ）
- KAGOME『野菜一日これ一本』（2010年5月10日－） - 「野菜シスターズ」甜菜 役

### OVA
- ICE（2007年） - 雪．愛絲汀（ユキ．アイシティ）役

### 相聲
- 女子落（日文：じょしらく）（2010年） - 「饅頭KY」波浪浮亭木胡桃 役

## 音樂作品

### 音樂單曲
|              | 發售日期       | 商品名稱       | Oricon 週榜最高名次 | 首週銷量     | 累積銷量     | 商品類型     | 商品編號                                                           | 形態                                                    | 備註                                                                                            |
| 日本華納音樂 | 日本華納音樂   | 日本華納音樂   | 日本華納音樂        | 日本華納音樂 | 日本華納音樂 | 日本華納音樂 | 日本華納音樂                                                       |                                                         |                                                                                                 |
| ------------ | -------------- | -------------- | ------------------- | ------------ | ------------ | ------------ | ------------------------------------------------------------------ | ------------------------------------------------------- | ----------------------------------------------------------------------------------------------- |
| 1            | 2012年6月13日  | Erepyon        | 第3名               | 25,740張     | 32,938張     | CD+DVD CD    | WPZL-30384・5 WPZL-30386・7 WPZL-30388・9 WPZL-30394・5 WPCL-11097 | 初回限定盤A 初回限定盤B 初回限定盤C LAWSON限定盤 通常盤 | えれぴょん顔アップ盤 えれぴょん水着盤 えれぴょんから、女子推薦盤 とにかくかわいい、えれぴょん盤 |
| 2            | 2012年10月3日  | Erenyan        | 第3名               | 10,980張     | 13,519張     | CD+DVD CD    | WPZL-30452/3 WPZL-30454/5 WPZL-30456/7 WPZL-30458/59 WPCL-11222    | 初回限定盤A 初回限定盤B 初回限定盤C 初回限定盤D 通常盤  | 表えれ盤 裏えれ盤 ともだちになりたい盤 彼女になりたい盤                                         |
| 3            | 2012年12月26日 | Say!!竭盡全力  | 第9名               | 6,017張      | 7,706張      | CD+DVD CD    | WPZL-30468/9 WPCL-11346 WPCL-11347 WPCL-11253                      | 初回限定盤A 初回限定盤B 初回限定盤C 通常盤              | 表えれ盤 裏えれ盤 友達になりたい盤                                                              |
| 4            | 2013年3月6日   | 你那天的笑意。 | 第15名              | 5,964張      | 6,920張      | CD+DVD CD    | WPZL-30565/6 WPCL-30567/8 WPCL-30585/6 WPCL-11373                  | 初回限定盤A 初回限定盤B 初回限定盤C 通常盤              | 表えれ盤 裏えれ盤 友達になりたい盤                                                              |
| 5            | 2013年5月29日  | 戰鬥吧☆英雄    | 第21名              | 5,967張      | 6,447張      | CD+DVD CD    | WPZL-30613/4 WPZL-30615/6 WPZL-30617/8 WPCL-11466                  | 初回限定盤A 初回限定盤B 初回限定盤C 通常盤              | 表えれ盤 裏えれ盤 友達になりたい盤                                                              |

### 音樂專輯
|              | 發售日期      | 商品名稱     | Oricon 週榜最高名次 | 首週銷量     | 累積銷量     | 商品類型      | 商品編號                             | 形態                           | 備註         |
| 日本華納音樂 | 日本華納音樂  | 日本華納音樂 | 日本華納音樂        | 日本華納音樂 | 日本華納音樂 | 日本華納音樂  | 日本華納音樂                         | 日本華納音樂                   | 日本華納音樂 |
| ------------ | ------------- | ------------ | ------------------- | ------------ | ------------ | ------------- | ------------------------------------ | ------------------------------ | ------------ |
| 1            | 2013年6月19日 | ERENA        | 第16名              | 4,578張      | 5,245張      | CD+DVD 2CD CD | WPZL-30498/9 WPCL-11278/9 WPCL-11280 | 初回限定盤A 初回限定盤B 通常盤 |              |

### DVD
- KIRA☆KIRA ONO ERENA TV （2009年4月24日，竹書房）ISBN/EAN 4985914412254
- 卒業 〜AKB48・小野恵令奈 4年半之真實〜（2010年11月3日，ワニブックス）ISBN 978-4-8470-4324-6
- えれぴょん the movie（2012年8月29日，日本華納音樂）ASIN: B008FC47C2，Catalog NO:WPBL-90188/WPBL-90189
- 「ERENA the movie」（2013年9月25日，日本華納音樂）NO:WPBL-90252

### 遊戲
- AKB 1/48 愛上偶像（2010年12月23日，南夢宮萬代）

## 公開活動
2008年
- 8月11日 - 星球大戰動畫：複製人戰爭特別試写会（中野サンプラザホール）
- 11月15日 - 大堀めしべ最後の聖戦!〜ハグはめしべを救う!〜（秋葉原アソビットMVホール）

2009年
- 1月31日 - Push★1（品川プリンスホテルステラボール）
- 2月3日 - 神田明神 節分祭豆まき式（神田明神）
- 3月21日 - CBC GREEN LIVE（CBCホール）
- 4月18日 - 内閣総理大臣主催「桜を見る会」（新宿御苑）

2012年
- 5月3日-5月6日 - 由小野惠令奈發起『東名阪会いに行っちゃえ弾丸ツアー！～えれぴょん決起集会～』[(5月3日 - 大阪 大阪会場(朝日生命ホール)],[5月4日 - 5月5日 - 東京 東京会場(渋谷SHIDAXホール)],[(5月6日 - 名古屋 名古屋会場 (テレピアホール)]
- 5月20日 - 寫真集『ツンエレ！～帰ってきた えれぴょん(18)～』發售限定活動「發售記念握手會」（福家書店　新宿SUBNADE店）
- 5月26日及6月3日 - 『会いに行っちゃえ弾丸ツアー！札福編』(5月26日 - 札幌,6月3日 - 福岡)
- 6月10日 - 宣傳海報予告[(秋葉原-THE ROSE＆CROWN,Heaven's Gate,SOFMAP),(神田明神),(涉谷)][8]
- 6月12日 - 出道單曲『えれぴょん」發售記念活動「最初で最後の！CDデビュー前夜祭♪」(TOWER RECORDS涉谷店)
- 6月13日至17日 - 出道單曲『えれぴょん」發售記念活動『デビュー記念ミニライブ＆握手会！』[(13日 - LAZONA 川崎 Plaza),(14日 - ),(16日 - TOWER RECORDS新宿店,),(17日 - ASUNAL金山,abeno CUES MALL)]
- 7月27日 - 出道單曲『えれぴょん」感謝活動『えれぴょ～ん感謝祭でございまするる♪』(惠比壽LIVE GATE)
- 8月12日 - 『ウルトラパンチLIVE!! vol.1』(梅田藝術劇場Theater Drama City)
- 8月25日至26日 - 『Voca Nico Night』(Nicofarre)
- 9月8日 - 『ウルトラパンチLIVE!! vol.2』(涉谷SHIBUYA CLUB QUATTRO)
- 9月15日至30日 - 『招きえれにゃん招福ツアー！！』
- 10月3日 - 發行單曲えれにゃん!!
- 11月24日 - 「えれ誕祭 ～19 歳でございまするる♪～」(横浜 BAYSIS)
- 12月25日至28日 - 「小野恵令奈サードシングル｢Say!!いっぱい｣発売記念ミニライブ＆握手会開催決定！」

2013年
- 2月11日 - 「Happy Valentine’s Day　～本命とか義理とか愛さえあれば関係ないよねっ～」(東京都 SOUND MUSEUM VISION)
- 3月23日 - 「東日本大震災復興支援チャリティーイベント狭山大会Vol.2」(狭山市民総合体育館)
- 5月18日 - 「2013ショッキ フェスタ」(豊田自動織機 労働組合本部内)
- 5月26日 - 「TOKYO IDOL FESTIVAL in BOAT RACE TAMAGAWA Vol.8」(ボートレース多摩川)
- 5月29日至6月1日 - 「小野恵令奈ニューシングル｢ファイティング☆ヒーロー」発売記念ミニライブ＆握手会」(Sunshine City アルパ B1 噴水廣場 等)
- 7月13日 - 「震災復興支援イベント「TBC 夏まつり 2013」」(宮城県石巻市石巻市石巻専修大学)
- 7月27日至28日 - 「TOKYO IDOL FESTIVAL 2013」(東京台場地区)
- 8月4日 - 「ぺんたワイワイ夏まつり PENTA Summer Live」(福井駅前通り)
- 8月15日 - 「第36回「大社ご縁祭り」」(島根県出雲大社)
- 8月17日 - 「ヤマダ電機  LABI1 なんば店イベント」(ヤマダ電機 LABI1 なんば店（大阪）４F)
- 8月25日 -「ジモドルフェスタ2013 SUMMER」(東京・SHIBUYA-AX)
- 9月8日 - 「イオンモール土浦にてイベント」(茨城県土浦市上高津367番地)
- 9月22日 -「INAZUMA ROCK FES  2013」(烏丸半島芝生広場)
- 10月13日 -「東北学院大学 多賀城キャンパス 工学部祭」(東北学院大学 多賀城キャンパス　礼拝堂)
- 10月27日 -「AKASAKA HALLOWEEN WEEK 2013『アイドル・ハロウィン』」(赤坂BLITZ)
- 11月2日 -「高崎経済大学 第56回三扇祭」(高崎経済大学 学内 屋外特設ステージ)
- 11月3日 -「新潟産業大学 紅葉祭」(新潟産業大学　体育館)
- 11月26日 -「小野恵令奈・20歳の生誕祭」(渋谷区VUENOS)

2014年
- 03月24日 -「『白ゆき姫殺人事件』トークイベント」(六本木nicofarre)

## 獎項
- 2012年 - 第54屆日本唱片大獎 新人獎。

## 書籍

### 雜誌
2007年
- ピュアピュア 2007年12月號、2008年2月號、2008年4月號（辰巳出版）
- Gザテレビジョン Vol.8・10（2007年8月・2008年3月15日發售、角川ザテレビジョン）
- コンプティーク（角川書店） - コラム『小野惠令奈の「えれぴょんの何を書けばいいんですか?」』連載

2008年
- 週刊プレイボーイ No.41（9月29日發售、集英社）
- ヤングアニマル No.21（10月24日發售、白泉社）

2009年
- 風立ちぬ（堀辰雄、2009年6月15日、ぶんか社） - 封面・凹版 ISBN 978-4821152810

2012年
- papyrus（パピルス）Vol.42 - 封面圖片(04月28日發售、幻冬舎)[9]
- Young Animal No.20(10月26日發售、白泉社)
- B-PASS Sugar & Spice Vol.3(12月6日發售、Shinko Music Entertainment) - ISBN：978-4-401-63763-8
- WEEKLY PLAYBOY No．50(12月10日、集英社)
- Young Champion No.24(12月11日發售、秋田書店)

2013年
- KERA/ケラ！(02月16日發售、Index Communications Corporation（日语：インデックス・コミュニケーションズ）)
- 週刊少年Champion No.16(03月21日發售、秋田書店)
- B.L.T.6月號關東版(04月30日發售、東京ニュース通信社)
- SPA!(05月7日發售、扶桑社)
- 週刊Playboy No.21(05月27日發售、集英社)
- 週刊Young Magazine No.25(06月3日發售、講談社)
- Young Gangan No.12(06月7日發售、SQUARE ENIX)
- Young Gangan No.17(09月6日發售、SQUARE ENIX)

### 寫真集
2008年
- B.L.T. U-17 summer（2008年8月7日、東京ニュース通信社）ISBN 978-4-8633-6017-4
- 小野惠令奈写真集『恵令奈～14歳の夏～』（2008年10月10日、ワニブックス、攝影：TakeoDec.）ISBN 978-4-8470-4134-1

2009年
- 小野惠令奈写真集 『キラ☆キラ』（2009年4月24日、竹書房、攝影：西田幸樹）ISBN 978-4-8124-3815-2
- B.L.T. U-17 sizzlefulgirl Vol.1（2009年6月8日發售、東京ニュース通信社）ISBN 978-4-8633-6053-2

2010年
- 小野惠令奈写真集『えれぴょん』（2010年11月3日發售、ワニブックス、攝影：桑島智輝）ISBN 978-4-8470-4329-1

2012年
- 小野惠令奈写真集『ツンエレ！～帰ってきた えれぴょん(18)～」』（2012年5月20日、A4Size、並製、120頁、攝影：大橋仁、幻冬舍）ISBN 978-4-3440-2172-3[10]

### 月曆
- 小野恵令奈 2009年年曆（商品尺寸: 56.6 x 5.4 x 5.2 cm、發售日:2008年10月11日、出版社:株式会社 ハゴロモ ）
- 小野恵令奈 2010年年曆（商品尺寸:B2  、       頁數:8   、發售日:2009年10月28日、出版社:株式会社 ハゴロモ ）
- 小野恵令奈 2013年年曆（商品尺寸:B2  、       頁數:8   、發售日:2012年10月27日、出版社:TRY-X/株式会社 ハゴロモ）
- 小野恵令奈 2013年度卓上年曆（商品尺寸: 100 x 148 mm  、封面:1+內頁:6   、發售日:2012年11月、出版社:TRY-X）
- 小野恵令奈 2014年海報年曆（商品尺寸:  、       頁數:   、發售日:2013年10月末予定、出版社:/ ）
- 小野恵令奈 2014年度卓上年曆（商品尺寸:  、       頁數:   、發售日:2013年11月予定、出版社:/ ）

## 关联项目
- AKB48
- AKB48劇場

## 資料來源
1. ↑  小野恵令奈オフィシャルページ、最新情報からプロフィール、小野恵令奈関連商品、バイオグラフィーなど 的存檔，存档日期2013-06-24.
2. 1 2  . Natalie. 2014-07-03  [2014-07-03]. （原始内容存档于2014-07-03） （日语）.
3. ↑  . ORICON STYLE. 2011-10-30  [2014-07-03]. （原始内容存档于2014-04-14） （日语）.
4. ↑  小野恵令奈レプロエンタテインメント 的存檔，存档日期2013-06-24.
5. ↑  AKB総選挙、元メンバーは早くも不出馬を表明
6. ↑  .   [2013年4月21日]. （原始内容存档于2014年2月22日）.
7. ↑  .   [2012-06-01]. （原始内容存档于2020-09-23）.
8. ↑  小野恵令奈、秋葉原と渋谷に予告通り出没！
9. ↑  .   [2012-05-02]. （原始内容存档于2020-09-27）.
10. ↑  .   [2012-05-01]. （原始内容存档于2012-05-07）.